# Lijst van conservatoria
Hieronder een lijst van conservatoria in verschillende landen. N.B. de aanduiding 'conservatorium' is niet in alle landen een gelijkwaardige aanduiding van een muziekvakopleiding. Sommige landen hanteren het begrip breder, in de zin van 'muziekschool', anderzijds hanteren veel landen de term 'conservatorium' niet voor hun muziekvakopleidingen.

## Argentinië
- Conservatorio Alberto Ginastera – Morón
- Conservatorio de Música Julián Aguirre – Banfield
- Conservatorio de Superior de Música “Manuel de Falla” – Buenos Aires
- Conservatorio de Música y Arte Escénico "Alberto Williams" – Buenos Aires
- Conservatorio Thibaud-Piazzini – Buenos Aires
- Conservatorio de Música de la Ciudad de Buenos Aires – Buenos Aires
- Conservatorio Nacional Superior de Música "Carlos López Buchardo" (IUNA) – Buenos Aires
- Collegium musicum de Buenos Aires – Buenos Aires
- Conservatorio de Música y Arte Escénico de La Plata

## Australië
- Central Queensland Conservatorium of Music (CQCM) – Mackay – Queensland
- Queensland Conservatorium Griffith University – South Bank Parklands, Brisbane
- Sydney Conservatorium of Music afdeling van de Universiteit van Sydney – Sydney

## Azerbeidzjan
- Nationaal Azerbeidzjaans Conservatorium – Bakoe

## België
Nederlandstalig
- Hogeschool Gent Conservatorium (voorheen Koninklijk Conservatorium Gent), departement van de hogeschool Gent – Gent
- Koninklijk Conservatorium Antwerpen, School of Arts van de AP Hogeschool – Antwerpen
- Koninklijk Conservatorium Brussel, departement van de Erasmushogeschool Brussel – Brussel
- Lemmensinstituut, departement van de Leuven University College of Arts (associatie KULeuven) – Leuven – geen conservatorium in strikte zin (historisch is het gegroeid uit een opleiding voor kerkmuziek), maar levert wel gelijkwaardige diploma's af met toevoeging van de studierichting muziektherapie
- Stedelijk Conservatorium – Brugge
- Stedelijk Conservatorium – Hasselt
- Stedelijk Conservatorium – Mechelen
- Stedelijk Conservatorium – Kortrijk
- Stedelijk Conservatorium – Leuven
- Stedelijk Conservatorium – Oostende

Franstalig
- Conservatoire royal de Mons – Bergen
- Conservatoire royal de Bruxelles – Brussel
- Conservatoire royal de Liège – Luik
- Institut Supérieur de Musique et de Pédagogie (IMEP) – Namen

## Brazilië
- Conservatório Brasileiro de Música de Rio de Janeiro – Rio de Janeiro
- Conservatório Dramático Musical de São Paulo – São Paulo
- Escola de Música da Universidade Federal do Rio de Janeiro (UFRJ) – Rio de Janeiro
- Escola Municipal de Música de São Paulo – São Paulo
- Universidade Livre de Música – Centro de Estudos Musicais Tom Jobim – São Paulo

## Bulgarije
- Nationale Muziekacademie "Pancho Vladigerov" – Sofia

## Canada
- Alberta College – Edmonton, Alberta
- Conservatoire de musique et d'art dramatique du Québec – vestigingen in Chicoutimi, Hull, Montréal, Québec, Rimouski, Trois-Rivières, Val-D'Or
- Douglas College – New Westminster, Brits-Columbia
- York University Faculty of Fine Arts, Department of Music
- McGill University (Schulich School of Music)
- Memorial University of Newfoundland
- Royal Conservatory of Music (Toronto) The Glenn Gould School – Toronto
- Université de Montréal
- University of British Columbia
- Wilfrid Laurier University; Faculty of Music

## Volksrepubliek China
- Centraal Muziek-Conservatorium (Chinees: 请参考校园黄页) – Peking
- Hong Kong Conservatory of Music (Chinees: 香港音樂學院) – Hongkong
- Muziek-Conservatorium van Sjanghai (Chinees: 上海音乐学院) – Shanghai
- Xi'an muziekconservatorium (Chinees: 西安音乐学院) – Xi'an

## Colombia
- Conservatorio Nacional de Música – Bogota

## Cuba
- Conservatorio Amadeo Roldán – Havana

## Denemarken
- Carl Nielsen Akademie voor muziek – Odense
- Det Fynske Musikkonservatorium – Odense
- Det Jyske Musikkonservatorium – Aarhus
- Det Kongelige Danske Musikkonservatorium (DKDM) – Kopenhagen
- Nordjysk Musikkonservatorium – Aalborg
- Rytmisk Musikkonservatorium (RMC) – Kopenhagen
- Vestjysk Musikkonservatorium (VMK) – Esbjerg

## Duitsland
- Anton Rubinstein Akademie – Düsseldorf
- Badisches Konservatorium – Karlsruhe
- Dr. Hoch’s Konservatorium – Frankfurt am Main
- Folkwang Hochschule – Essen – Dortmund, Duisburg
- Felix Mendelssohnschool voor muziek en theater – Leipzig
- Hamburger Konservatorium – Hamburg
- Heinrich-Schütz-Konservatorium Dresden – Dresden
- Hochschule für Künste Bremen – Bremen
- Hochschule für Musik Karlsruhe – Karlsruhe
- Hochschule für Musik und Tanz – Keulen
- Hochschule für Musik Carl Maria von Weber Dresden – Dresden
- Hochschule für Musik Detmold – Detmold
- Hochschule für Musik „Franz Liszt“ Weimar – Weimar
- Hochschule für Musik Freiburg – Freiburg im Breisgau
- Hochschule für Musik „Hanns Eisler“ – Berlijn
- Hochschule für Musik Karlsruhe – Karlsruhe
- Hochschule für Musik Nürnberg-Augsburg – Neurenberg
- Hochschule für Musik Saar – Saarbrücken
- Hochschule für Musik Trossingen – Trossingen
- Hochschule für Musik und Darstellende Kunst Frankfurt am Main – Frankfurt am Main
- Hochschule für Musik und Darstellende Kunst Mannheim – Mannheim
- Hochschule für Musik und Theater Hamburg – Hamburg
- Hochschule für Musik, Theater und Medien Hannover – Hannover
- Hochschule für Musik und Theater – München
- Hochschule für Musik und Theater Rostock – Rostock
- Hochschule für Musik Würzburg – Würzburg
- Johannes-Brahms-Konservatorium – Hamburg
- Klindworth-Scharwenka-conservatorium – Berlijn
- Königliche Hochschule für Musik Berlijn
- Leopold-Mozart-Zentrum afdeling van de Universiteit Augsburg – Augsburg
- Martin-Luther-Universität Halle-Wittenberg, Institut für Musikpädagogik – Halle (Saale)
- Musikhochschule Lübeck – Lübeck
- Peter-Cornelius-Konservatorium der Stadt Mainz – Mainz
- Richard-Strauss-Konservatorium – München
- Robert-Schumann-Hochschule Düsseldorf – Düsseldorf
- Staatliche Hochschule für Musik und Darstellende Kunst Stuttgart – Stuttgart
- Stern'sches Konservatorium – Berlijn
- Universiteit van de Kunsten – Berlijn
- Westfälische Wilhelms-Universität Münster, (WWU) Fachbereich Musikhochschule – Münster (stad)

## Egypte
- Cairo Conservatoire –  Gizeh

## Estland
- Eesti Muusika- ja Teatriakadeemia (Estse Academie voor muziek en theater) – Tallinn

## Finland
- Joensuun konservatorio – Joensuu
- Jyväskylän Ammattikorkeakoulu Jyväskylä Polytechnic – Jyväskylä
- Keski-Pohjanmaa Music Institute – Kokkola
- Mikkelin ammattikorkeakoulu – Savonlinnan yksikkö Mikkeli – Mikkeli
- Sibelius-Akademie – Helsinki

## Frankrijk
- Conservatoire à rayonnement départemental de Bourges – Bourges
- Conservatoire à rayonnement départemental de Roubaix – Roubaix
- Conservatoire à rayonnement régional de Bordeaux – Bordeaux
- Conservatoire à rayonnement régional de Boulogne-Billancourt – Boulogne-Billancourt
- Conservatoire à rayonnement régional de d'Angers – Angers
- Conservatoire à rayonnement régional de Dijon (conservatoire Jean-Philippe-Rameau) – Dijon
- Conservatoire à rayonnement régional de Lille – Rijsel
- Conservatoire à rayonnement régional de Metz Métropole – Metz
- Conservatoire à rayonnement régional de Nantes – Nantes
- Conservatoire à rayonnement régional de Nice – Nice
- Conservatoire à rayonnement régional de Rennes – Rennes
- Conservatoire à rayonnement régional de Rouen – Rouen
- Conservatoire à rayonnement régional de Saint-Étienne – Saint-Étienne
- Conservatoire à rayonnement régional de Strasbourg – Straatsburg
- Conservatoire à rayonnement régional de Toulouse – Toulouse
- Conservatoire à rayonnement régional de Tours – Tours (Indre-et-Loire)
- Conservatoire à rayonnement régional de Versailles – Versailles
- Conservatoire Américain de Fontainebleau – Fontainebleau
- Conservatoire national à rayonnement régional «Pierre Barbizet» – Marseille
- Conservatoire national supérieur de musique – Parijs
- Conservatoire national supérieur musique et danse de Lyon – Lyon
- Conservatoire Russe "Alexander Skrjabin" – Parijs
- CRD – Conservatoire Arthur Honegger – Le Havre
- École Normale de musique de Paris – Parijs
- Schola Cantorum de Paris – Parijs

## Georgië
- V. Saradjishvili Staatsconservatorium Tbilisi – Tbilisi

## Griekenland
- Nationaal Conservatorium (Grieks: Εθνικό Ωδείο) – Athene

## Hongarije
- Béla Bartók Muziek-Conservatorium – Boedapest
- Franz Liszt-Muziekacademie – Boedapest

## Ierland
- Conservatory of Music and Drama – Dublin
- Royal Irish Academy of Music – Dublin
- Trinity College Dublin – Dublin

## IJsland
- Iceland Academy of the Arts Reykjavik – Reykjavik
- Tónlistarskólinn í Reykjavík (Reykjavík College of Music) – Reykjavik

## Israël
- Jerusalem Academy of Music and Dance – Jeruzalem

## Italië
- Accademia "Benedetto Marcello" – Venetië
- Accademia Filarmonica di Bologna
- Accademia Musicale Chigiana – Siena
- Accademia Nazionale di Santa Cecilia – Rome
- Accademia Pianistica Incontri col Maestro – Imola
- Conservatorio "F.A.Bonporti" – Trente
- Conservatorio "Giuseppe Verdi" (Como) – Como
- Conservatorio "Giuseppe Verdi" (Milaan) – Milaan
- Conservatorio "Giuseppe Verdi" (Torino) – Turijn
- Conservatorio "Luca Marenzio" – Brescia
- Conservatorio "Niccolò Paganini" – Genua
- Conservatorio di Musica "Arrigo Boito" – Parma
- Conservatorio di Musica "Giovan Battista Martini" – Bologna
- Conservatorio di Musica "Luigi Cherubini" – Florence
- Conservatorio di Musica "Vincenzo Bellini" di Palermo – Palermo
- Conservatorio di Musica Arrigo Pedrollo – Vicenza
- Conservatorio di Musica Niccolò Piccinni – Bari
- Conservatorium voor Calabrische volksmuziek "Antonio Procopio" – Isca sullo Ionio
- Conservatorio di San Pietro a Majella di Napoli – Napels
- Conservatorio Statale di Musica "Evaristo Felice dall'Abaco" – Verona
- Conservatorio Statale di Musica "Gioacchino Rossini" – Pesaro
- Conservatorium "Claudio Monteverdi" – Bolzano

## Japan
- Aichi Prefectural University of Fine Arts & Music – Nagakute, Aichi
- Elisabeth University of Music – Hiroshima
- Kunitachi College of Music – Tokio
- Kyoto University of Music and Arts – Kyoto
- Musashino Academy of Music – Tokio
- Nagoya College of Music – Nagoya, Aichi
- Osaka College of Music – Toyonaka, Osaka
- Senzoku Gakuen College of Music – Yokohama, Kanagawa
- Tokyo College of Music – Ikebukuro, Tokio
- Tokyo National University of Fine Arts and Music (東京藝術大学 Tōkyō Gei-jutsu Daigaku) – Tokio
- Toho Gakuen School of Music – Chofu, Tokio
- Toho College of Music – Kawagoe, Saitama

## Kazachstan
- Kazachskaja nacionalnaja konservatorija im. Kurmangazy (Staatsconservatorium) – Almaty

## Letland
- Letse Muziek-Akademie – Riga

## Litouwen
- Litouwse Akademie voor muziek en theater – Vilnius

## Luxemburg
- Conservatoires de musique d'Esch-sur-Alzette
- Conservatoire de musique de la Ville de Luxembourg – Luxemburg

## Mexico
- Conservatorio Nacional de Música – Mexico-Stad
- Conservatorio de las Rosas – Mexico-Stad

## Nederland
- ArtEZ Conservatorium – vestigingen in Arnhem, Enschede, Zwolle
- Conservatorium Haarlem (onderdeel van Hogeschool Inholland) – Haarlem
- Conservatorium Maastricht – Maastricht
- Conservatorium van Amsterdam – Amsterdam
- Fontys Conservatorium – Tilburg
- Koninklijk Conservatorium – Den Haag
- Prins Claus Conservatorium – Groningen
- Rotterdams Conservatorium – Rotterdam
- Utrechts Conservatorium – Utrecht

## Noorwegen
- Griegakademiet, van de Universitetet i Bergen – Bergen (Noorwegen)
- Høgskolen i Agder, Musikkonservatoriet – Kristiansand
- Høgskolen i Tromsø – Tromsø
- Musikkonservatoriet – Oslo
- Norges Musikkhøgskole – Oslo
- NTNU, Institutt for musikk – Trondheim
- Universitetet i Stavanger, Institutt for musikk og dans – Stavanger

## Oekraïne
- Mykola Lysenko Statelijke Academie voor Muziek Lviv – Lviv
- Nationale Muziek-Academie van Oekraïne - P. I. Tsjaikovski – (Oekraïens: Національна музична академія України імені Петра Чайковського) – Kiev
- Statelijke muziek-hogeschool Reinhold Glière – (Oekraïens: Київське державне вище музичне училище ім.Р.М.Глієра) – Kiev

## Oezbekistan
- M.Ashrafi Tasjkent Staats-Conservatorium – Tasjkent

## Oostenrijk
- Anton Bruckner Privatuniversität Linz – Linz
- Franz Schubert Conservatorium – Wenen
- Gustav-Mahler-Konservatorium für Musik und Darstellende Kunst – Wenen
- Johann-Joseph-Fux-Conservatorium Graz
- Joseph-Haydn-Conservatorium – Eisenstadt
- Josef-Matthias-Hauer-Konservatorium – Wiener Neustadt
- Kärntner Landeskonservatorium – Klagenfurt
- Konservatorium der Gesellschaft der Musikfreunde Wien – Wenen
- Konservatorium Wien GmbH – Privatuniversität – Wenen
- Tiroler Landeskonservatorium – Innsbruck
- Universität für Musik und Darstellende Kunst "Mozarteum" Salzburg – Salzburg
- Universität für Musik und darstellende Kunst – Graz
- Universität für Musik und darstellende Kunst Wien – Wenen
- Vienna Conservatorium – Wenen
- VMI – Vienna Music Institute – Wenen
- Vorarlberger Landeskonservatorium – Feldkirch

## Palestina
- The Edward Said National Conservatory of Music – Jeruzalem

## Polen

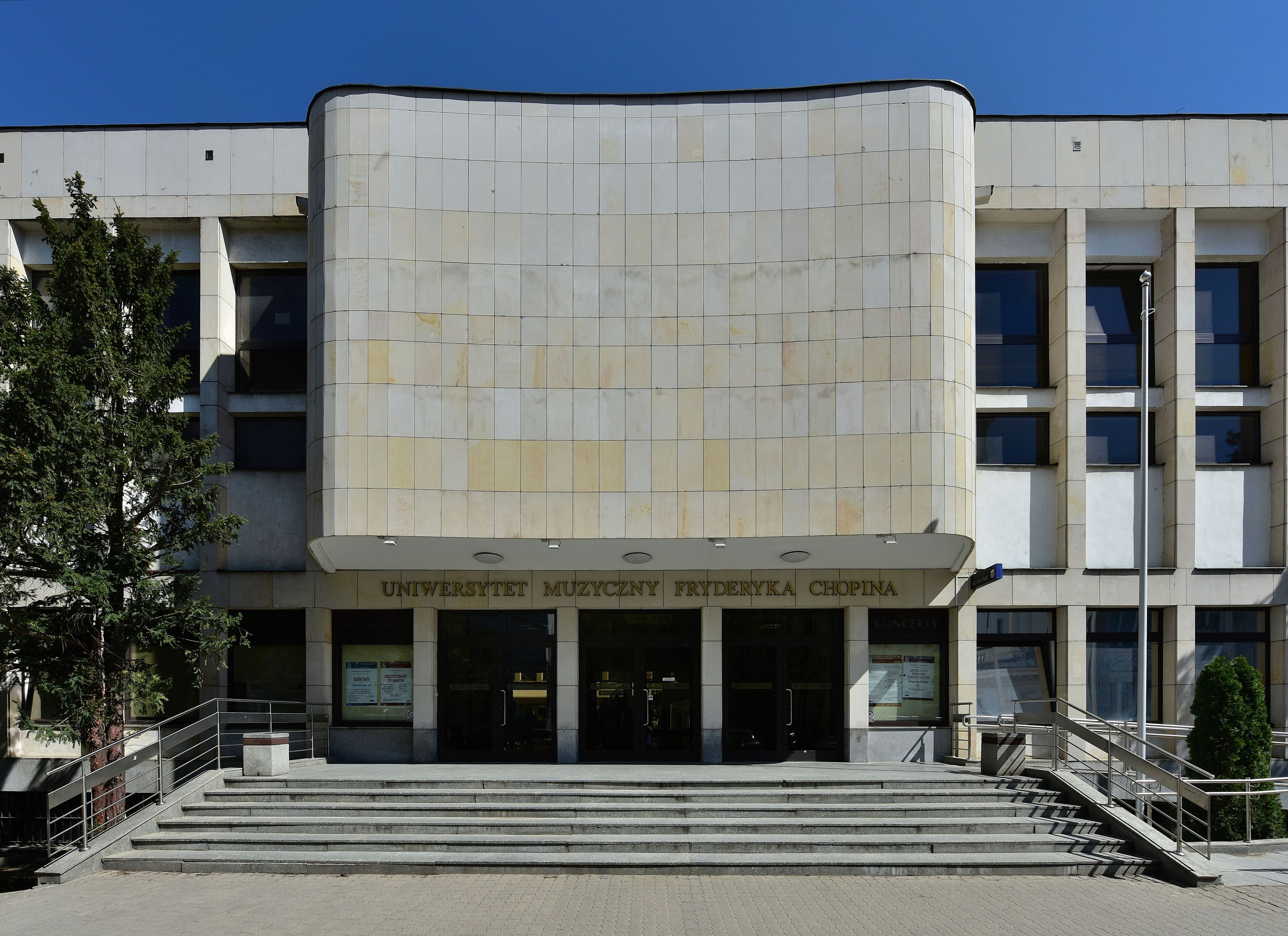
Frédéric Chopin Muziekacademie (Akademia Muzyczna im. Fryderyka Chopina) Warschau

- Akademia Muzyczna im. Grażyny i Kiejstuta Bacewiczów w Łodzi (Muziek Akademie Łódź) – Łódź
- Frédéric Chopinuniversiteit voor Muziek (Pools: Uniwersytet Muzyczny Fryderyka Chopina) – Warschau
- Ignacy Jan Paderewski Muziekacademie (Pools: Akademia Muzyczna im. Ignacego Paderewskiego w Poznaniu) – Poznan
- Karol Lipiński Universiteit voor Muziek (Pools: Akademia Muzyczna im. Karola Lipińskiego) – Wrocław
- Karol Szymanowski Muziekacademie Katowice (Pools: Akademia Muzyczna im. Karola Szymanowskiego w Katowicach) – Katowice
- Muziekacademie Bydgoszcz (Pools: Akademia Muzyczna im. Feliksa Nowowiejskiego w Bydgoszczy) – Bydgoszcz
- Muziekacademie Krakau (Pools: Akademia Muzyczna w Krakowie) – Krakau
- Stanisław Moniuszko Muziekacademie Gdańsk (Pools: Akademia Muzyczna im. Stanisława Moniuszki w Gdańsku) – Gdańsk

## Portugal
- Conservatório de Música de Aveiro de "Calouste Gulbenkian" – Aveiro
- Conservatório Superior de Música de Gaia – Vila Nova de Gaia – Porto
- Conservatório de Música do Porto – Porto (stad)
- Escola Superior de Música das Artes do Espectáculo – Porto (stad)
- Escola Superior de Música de Lisboa – Lissabon
- Escola de Música do Conservatório Nacional de Lisboa – Lissabon

## Peru
- Conservatorio nacional de Música – Lima

## Puerto Rico
- Conservatorio de Música de Puerto Rico – San Juan (Puerto Rico)

## Roemenië
- Universitatea Nationala de Muzica – Boekarest
- Academia de Muzica Gheorghe Dima – Cluj-Napoca

## Rusland
- Conservatorium van Moskou (Russisch: Московская Государственная Консерватория им. П.И.Чайковского) – Moskou
- Conservatorium van Sint-Petersburg – (Russisch: Санкт-Петербургская государственная консерватория имени Н.А. Римского-Корсакова) – Sint-Petersburg
- Ippolitov-Ivanov Muziek College – Moskou
- Russische Akademie voor Muziek Eugenia, Helena en Maria Gnessin – Moskou
- Staatsconservatorium Sergej Vasiljevitsj Rachmaninov van Rostov aan de Don (Russisch: Ростовская государственная консерватория им. С. В. Рахманинова) – Rostov aan de Don

## Singapore
- Nanyang Academy of Fine Arts
- Yong Siew Toh Conservatory of Music (YSTCM) (杨秀桃音乐学院) – Singapore

## Slovenië
- Conservatorium Ljubljana – Ljubljana
- Muziek-Akademie Ljubljana – Ljubljana

## Slowakije
- Konzervatórium v Bratislave – Bratislava
- Vysoká škola múzických umení v Bratislave – Bratislava

## Spanje
- Centro Superior de Música del País Vasco "MUSIKENE" – San Sebastián
- Escuela Superior de Música Reina Sofia – Madrid
- Escola Superior de Música de Catalunya – Barcelona
- Conservatorio de Música de Ávila "Tomás Luis de Vitoria" – Ávila
- Conservatorio Superior Municipal de Música Barcelona
- Conservatorio Superior de Música del Liceo – Barcelona
- Conservatorio Superior de Música de A Coruña
- Conservatorio Superior de Música de Aragón – Zaragoza
- Conservatorio Superior de Música de Badajoz – Badajoz
- Conservatorio Superior de Música de Córdoba – Córdoba
- Conservatorio Superior de Música de Málaga – Málaga
- Conservatorio Superior de Música de Salamanca – Salamanca
- Conservatorio Superior de Música de San Sebastián – San Sebastián
- Conservatorio Superior de Música de Santa Cruz de Tenerife – Santa Cuz de Tenerife
- Conservatorio Superior de Música de Vigo – Vigo
- Conservatorio Superior de Música "Juan Crisóstomo de Arriaga" de Bilbao – Bilbao
- Conservatorio Superior de Música "Eduardo Martínez Torner" de Oviedo – Oviedo
- Conservatorio Superior de Música "Joaquín Rodrigo" – Valencia
- Conservatorio Superior de Música "Mestre Tàrrega" – Castellón de la Plana
- Conservatorio Superior de Música "Manuel Massotti Littel" – Murcia
- Conservatorio Superior de Música "Manuel Castillo" de Sevilla – Sevilla
- Conservatorio Superior de Música "Óscar Esplà" – Alicante
- Conservatorio Superior de Música "Pablo Sarasate" de Navarra – Pamplona
- Conservatorio Superior de Música "Salvador Seguí" de Castellón – Castellón de la Plana
- Conservatorio Superior de Música de las Illes Balears – Mallorca, Menorca en Ibiza
- Conservatorio Superior de Música de las Islas Canarias – Las Palmas de Gran Canaria
- Real Conservatorio Superior de Música de Madrid – Madrid
- Real Conservatorio Superior de Música "Victoria Eugenia" de Granada – Granada

## Tsjechië
- Akademie múzických umení v Praze (AMU) – Praag
- Státní konservatori hudby v Praze – Praag
- Státní konzervatori v Brne – Brno
- Janáčkova akademie múzických umění v Brně, (JAMU) – Brno
- Janáčkovy konzervatoře v Ostravě – Ostrava

## Uruguay
- Conservatorio de Guillermo Kolisher – Montevideo
- Conservatorio Nacional de Música – Montevideo
- Escuela de Artes y Oficios – Montevideo
- Conservatorio Municipal de Música de Salto – Salto

## Venezuela
- Conservatorio Nacional de Música «Juan José Landaeta» – Caracas

## Verenigd Koninkrijk

### Engeland
- Birmingham Conservatoire – Birmingham
- Guildhall School of Music and Drama – Londen
- London College of Music – Londen
- Royal Academy of Music – Londen
- Royal College of Music – Londen
- Royal Conservatory of Music Birmingham – Birmingham (Engeland)
- Royal Military School of Music "Kneller Hall" – Twickenham
- Trinity College of Music – Londen
- Royal Northern College of Music – Manchester

### Schotland
- Royal Scottish Academy of Music and Drama (RSAMD) – Glasgow

### Wales
- Welsh College of Music and Drama – Cardiff

## Verenigde Staten
- American Conservatory of Music – Hammond (Indiana) en Santa Elena (Belize) in Belize (land), Centraal-Amerika
- Baldwin-Wallace College Conservatorium – Berea (Ohio)
- Berklee College of Music – Boston
- Berkshire School of Music – Pittsfield (Massachusetts)
- Boston Conservatorium – Boston
- Broad Street Conservatory – Philadelphia (Pennsylvania)
- California Institute of the Arts – Los Angeles
- Chicago Conservatory – Chicago
- Cincinnati College-Conservatory of Music (CCM) – Cincinnati (Ohio)
- Cleveland Institute of Music – Cleveland
- Combs College of Music – Philadelphia (Pennsylvania)
- Cosmopolitan School of Music – Chicago
- Crane School of Music – SUNY Potsdam – New York
- Curtis Institute of Music – Philadelphia
- Eastman School of Music – Rochester, New York
- Hartt School of Music – Hartford
- Ithaca College School of Music – Ithaca, New York
- Juilliard School of Music – New York
- Kansas City Conservatory of Music and Dance – Kansas City (Missouri)
- Lawrence University Conservatory of Music – Appleton (Wisconsin)
- Manhattan School of Music – New York
- Mannes College – The New School for Music – New York
- New England Conservatory – Boston, Massachusetts
- New York College of Music – New York
- North Carolina School of the Arts – Winston-Salem
- Oberlin Conservatory of Music – Oberlin (Ohio)
- Peabody Institute of the Johns Hopkins University – Baltimore, Maryland
- Philadelphia Academy of Music – Philadelphia (Pennsylvania)
- Queens College van de CUNY (City University of New York) – New York
- San Francisco Conservatory of Music – San Francisco
- Setnor School of Music van de Syracuse University – Syracuse, New York
- Sherwood Conservatory of Music – Chicago
- Southwest Conservatory of Music – Fountain Valley, Californië
- Swinney Conservatory of Music (CMU) – Fayette (Missouri)
- University of Alabama School of Music – Tuscaloosa
- University of Cincinnati College-Conservatory of Music – Cincinnati, Ohio
- VanderCook College of Music – Chicago
- Wisconsin Conservatory of Music – Milwaukee
- Yale School of Music – New Haven

## Zuid-Afrika
- Hugo Lambrechts Muziekcentrum – Kaapstad
- South African College of Music (SACM), departement van de Universiteit van Kaapstad (UCT)

## Zweden
- Kungliga Musikhögskolan – Stockholm
- Lund University Malmö – Academy of Music – Malmö
- Musikhögskolan Ingesund (IMH) – Arvika
- Musikhögskolan Malmö – Malmö
- Musikhögskolan vid Göteborgs universitet – Göteborg
- Musikhögskolan vid Örebro universitet – Örebro
- Musikkonservatoriet Falun – Falun
- Muziekhogeschool Piteå – Piteå
- Stockholms Musikpedagogiska Institut – Stockholm

## Zwitserland
- Conservatoire cantonal du Valais – Sion
- Conservatoire de Fribourg – Fribourg
- Conservatoire de Fribourg – Granges-Paccot
- Conservatoire de Lausanne – Lausanne
- Conservatoire de musique de Genève – Genève
- Conservatoire de musique de Neuchâtel – Neuchâtel
- Hochschule der Künste Bern – Bern
- Hochschule für Musik und Theater Zürich – Zürich
- Konservatorium für Klassik und Jazz – Zürich
- Musikhochschule Luzern – Luzern
- Muziekacademie Bazel – Bazel